# Robert McHenry
Robert Dale McHenry (* 30. April 1945 in St. Louis) ist ein US-amerikanischer Autor hauptsächlich biographischer Werke. Von 1992 bis 1997 war er der Vice President und Editor-in-Chief der Encyclopædia Britannica.
In einem Beitrag, der im November 2004 auf der Website techcentralstation.com erschien, bezeichnet McHenry die Wikipedia als „Glaubensbasierte Enzyklopädie“. Sein Hauptargument kann zusammengefasst werden: Jeder könne in der Wikipedia-Artikel bearbeiten, egal, wie schlecht gebildet diese Person auch sei. Infolgedessen werde auch ein gut geschriebener Artikel mit der Zeit degenerieren, wenn ignorante oder inkompetente Menschen Änderungen vornähmen. Darum könne seiner Meinung nach Wikipedia niemals eine verlässliche Informationsquelle werden. McHenry nutzte den englischen Artikel über Alexander Hamilton, um seine Argumentation zu verdeutlichen.
McHenry über Wikipedia:
Derjenige Nutzer, der Wikipedia besucht, um über ein Thema etwas zu lernen oder eine Angelegenheit oder eine Information zu bestätigen, ist eher in der Position eines Besuchers einer öffentlichen Toilette. Es könnte sein, dass sie offensichtlich schmutzig ist, so dass er weiß, dass er große Vorsicht walten lassen muss; oder sie ist einigermaßen sauber, dass sie ihn in einem trügerischen Sinn von Sicherheit wiegt. In jedem Fall weiß er nicht, wer diese Örtlichkeit vor ihm besucht hat.